# Episodi di Manimal
Questa voce contiene trame, dettagli e crediti dei registi e degli sceneggiatori dell'unica stagione della serie televisiva Manimal.
Negli Stati Uniti, la serie andò in onda sulla NBC dal 30 settembre al 17 dicembre 1983. In Italia, andò in onda su Italia 1 a partire dal 6 aprile 1985.
| nº | Titolo originale      | Titolo italiano          | Prima TV USA      | Prima TV Italia |
| -- | --------------------- | ------------------------ | ----------------- | --------------- |
| 1  | Manimal (Pilot)       | Manimal                  | 30 settembre 1983 | 6 aprile 1985   |
| 2  | Illusion              | Illusione                | 14 ottobre 1983   |                 |
| 3  | Night Of The Scorpion | La notte dello scorpione | 21 ottobre 1983   |                 |
| 4  | Female Of The Species | La donna lupo            | 28 ottobre 1983   |                 |
| 5  | High Stakes           | Gran Premio              | 5 novembre 1983   |                 |
| 6  | Scrimshaw             | La zanna                 | 3 dicembre 1983   |                 |
| 7  | Breath Of The Dragon  | Il soffio del drago      | 10 dicembre 1983  |                 |
| 8  | Night Of The Beast    | L'orso dorato            | 17 dicembre 1983  |                 |